# Блумарт, Корнелис Второй
Корнелис Блумарт Второй, Корнелий Блумарт Младший (нидерл. Cornelis Bloemaert II; 1603, Утрехт —28 сентября 1692, Рим) — голландский художник, живописец и гравёр, мастер репродукционной гравюры, сын художника Абрахама Блумарта.

## Жизнь и творчество
Корнелис Блумарт родился в городе Утрехте в 1603 году (точная дата неизвестна), он был вторым сыном от второго брака Абрахама Блумарта и был назван в честь своего деда Корнелиса Блумарта Первого (ок. 1540—1593), который так же, как и его отец Абрахам Блумарт, был известным в Нидерландах художником.
Учился живописи у своего отца Абрахама Блумарта, вместе с братьями Хендриком и Адрианом, и у ученика своего отца Геррита (Герарда) ван Хонтхорста. Хотя он учился живописи, более занимался гравюрой под руководством Криспейна ван де Пасса. Он отправился в Париж в 1630 году, где сотрудничал с Теодором Матэмом в реализации «Таблицы храма муз» коллекционера Фавро, прежде чем отправиться в Рим в 1633 году.
Живописную и графическую манеру художника можно узнать по богатству тонов и плавности их переходов. Гравировал Корнелис Блумарт в основном по живописным оригиналам других художников. Среди таких гравюр наиболее известны: «Святое семейство» по картине Аннибале Карраччи, «Поклонение пастухов» Пьетро да Кортона и «Мелеагр» по Рубенсу. В Риме он выполнил репродукционные гравюры с многих итальянских картин. В 1664—1677 годах, работая с Шарлем де ла Эем, он завершил гравюры по фрескам Пьетро да Кортоны в Палаццо Питти, опубликованные в «Heroicae Virtutes Imagines quas eques Petrus Beretinus pinxit Florentiae» (1677).
В 1659 и 1667 годах он сделал гравюры для «Истории Общества Иисуса» (Istoria della Compagnia di Gesu) Даниэлло Бартоли. В Риме его работы имели такой успех, что оставался там до тех пор, пока не получил известие о том, что его отец желает увидеть его ещё раз перед смертью. Однако Корнелис так долго откладывал своё возвращение, что его отец умер, не дождавшись сына.
В Риме Корнелис Блумарт стал стал членом общества «Перелётные птицы», или «Бент» (нидерл. bent — клуб, собрание, нидерл. Bent vogels — перелётные птицы, или нидерл. Bentvueghels — «птицы пера») — сообщество, или «братство», иностранных художников, прибывавших в католический Рим из северных стран (главным образом из Нидерландов и Германии) с целью изучения сокровищ классического искусства и совершенствования мастерства. Согласно обычаю общества все художники получали загадочные «изогнутые» имена. Блумарт получил имя «Зима» (Winter).
Под руководством Пьетро да Кортоны специально для семьи Барберини Блумарт выполнил более четырёхсот гравюр с картин Доменикино, Пьетро да Кортоны, Чиро Ферри, Джачинто Джиминьяни и с рисунков Иоахима фон Зандрарта, входящих в коллекцию маркиза Джустиниани. Он оставался в Риме, временно выезжая во Флоренцию.
Блумарт использовал смешанную технику гравирования офортом и резцом, сначала обрабатывал пластину кислотой, а мелкие детали дорабатывал в резцовой технике.
Корнелис Блумарт Второй оставался в Риме до своей смерти 28 сентября 1692 года. Его учениками были Иеремия Фальк, Джованни Одацци. Братья Корнелиса Блумарта — Хендрик (1601—1672), Адриан (ок. 1609—1666) и Фредерик (ок. 1616—1690) — продолжили семейное дело: Хендрик и Адриан стали живописцами, утрехтскими караваджистами; Фредерик, как и Корнелис, занимался преимущественно гравюрой.

## Галерея

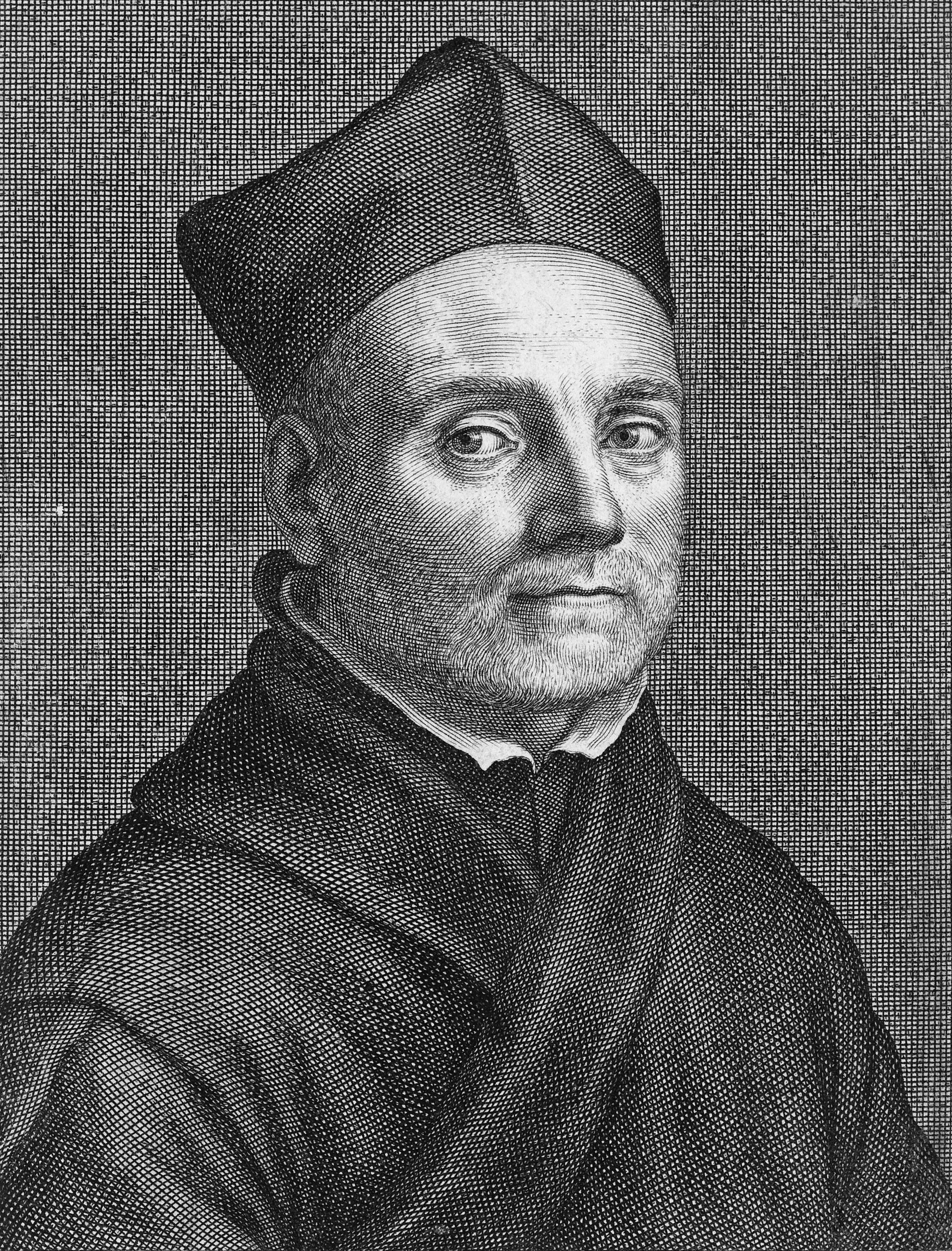
Портрет А. Кирхера. 1665. Гравюра резцом на меди
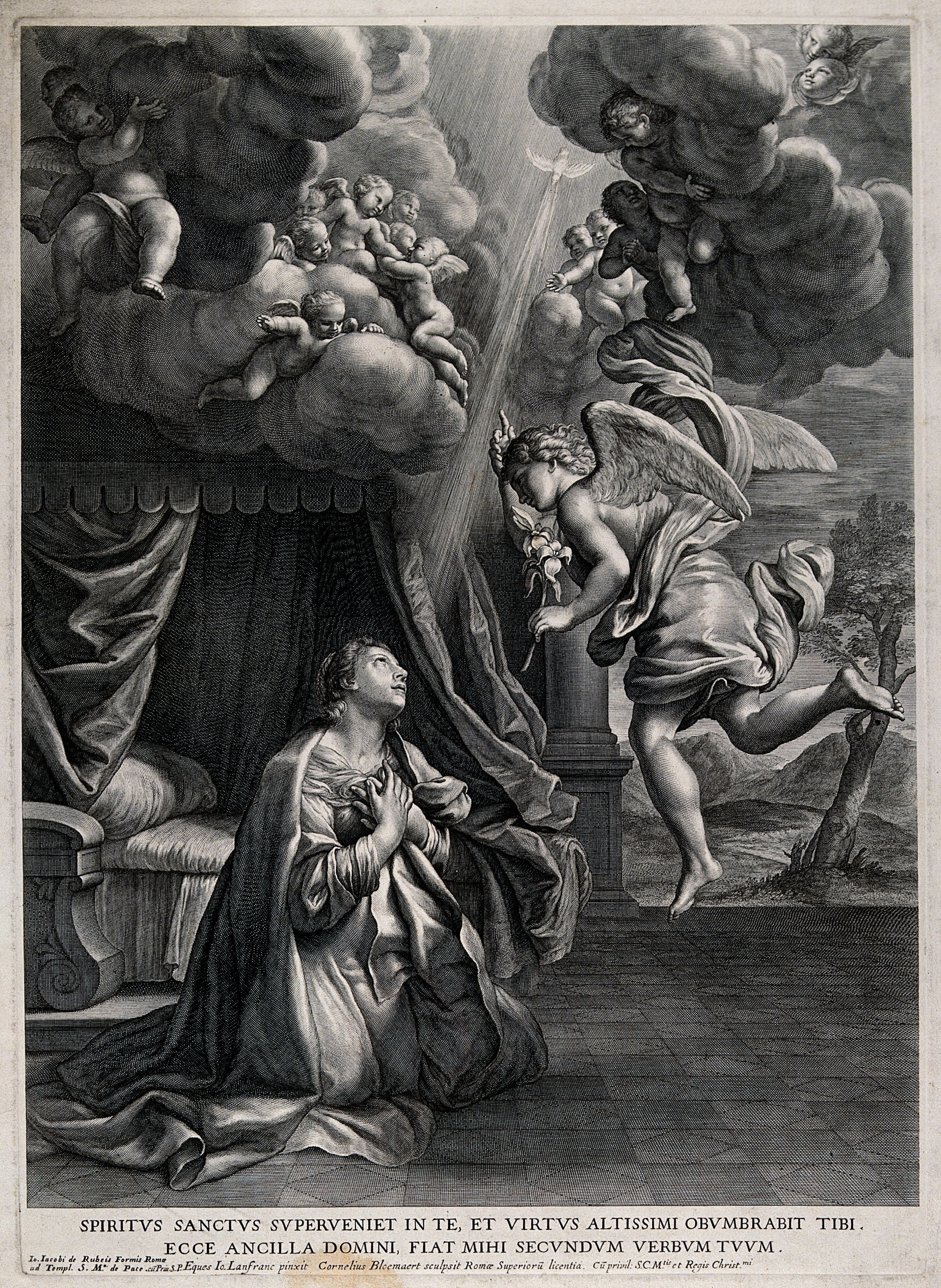
Благовещение Марии. По картине Дж. Ланфранко. Ок. 1650. Офорт, резец
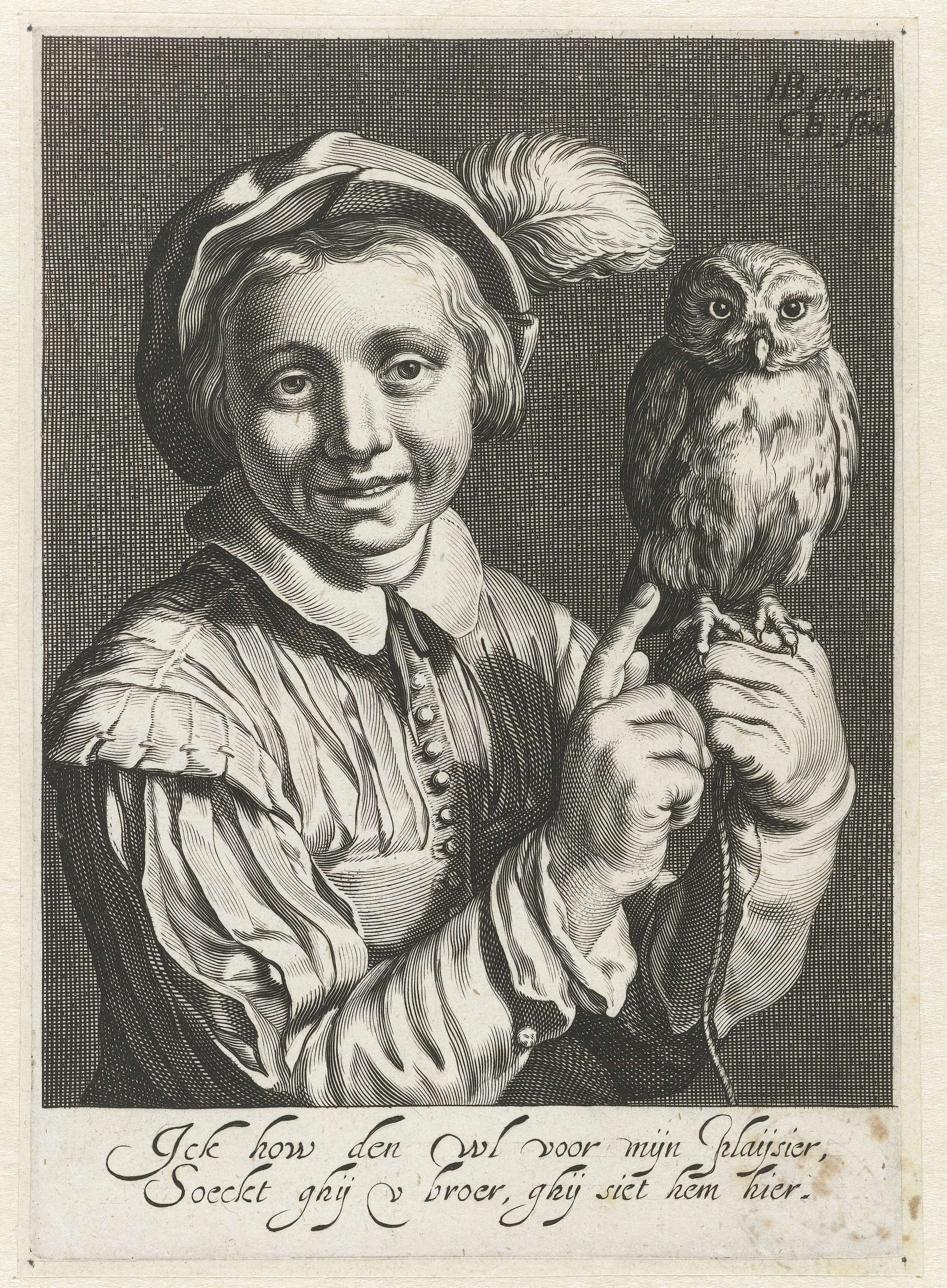
Юноша с совой. 1625. Офорт, резец
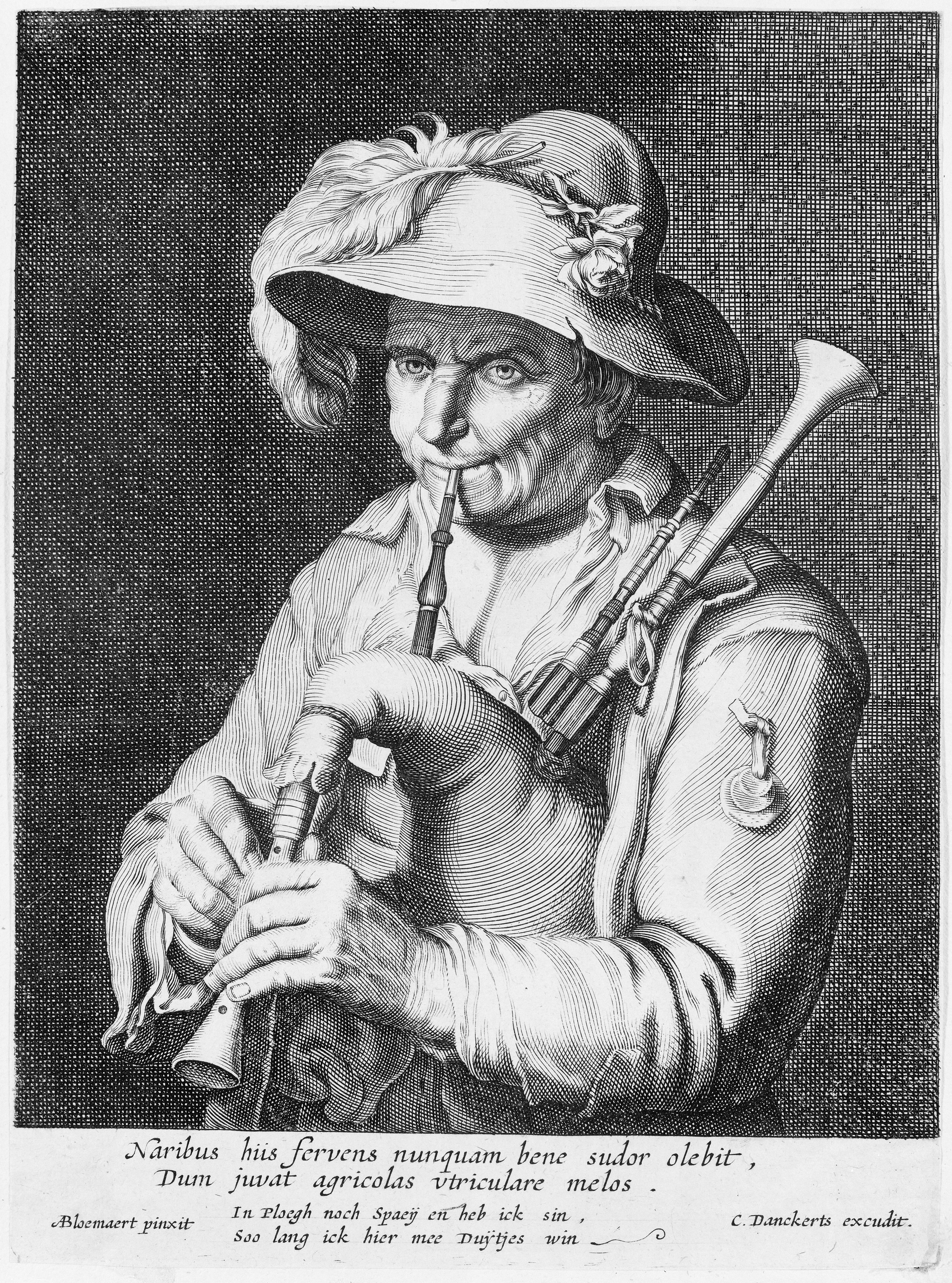
Волынщик. Ок. 1625. Офорт, резец
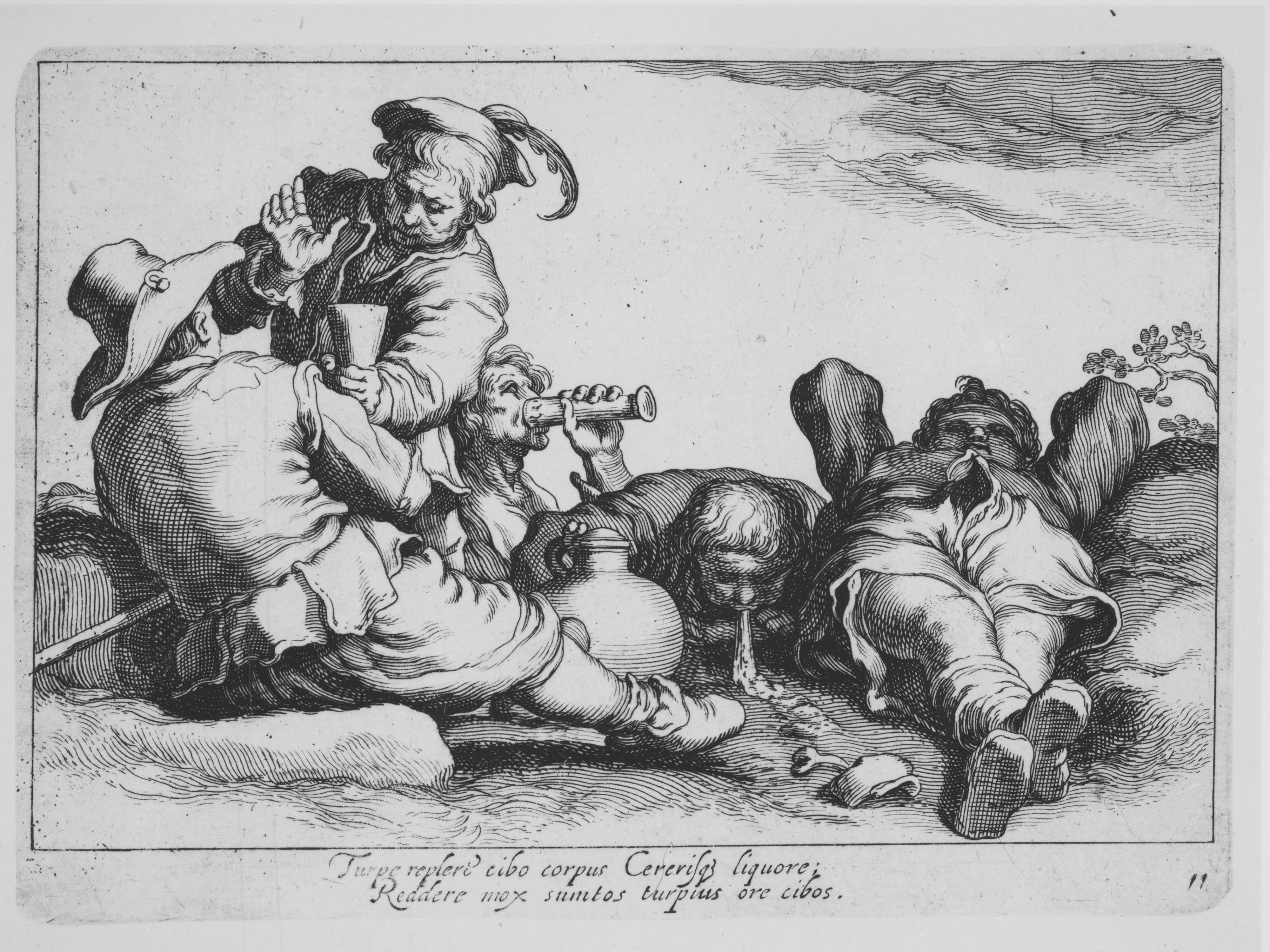
Пьющие крестьяне. Офорт, резец
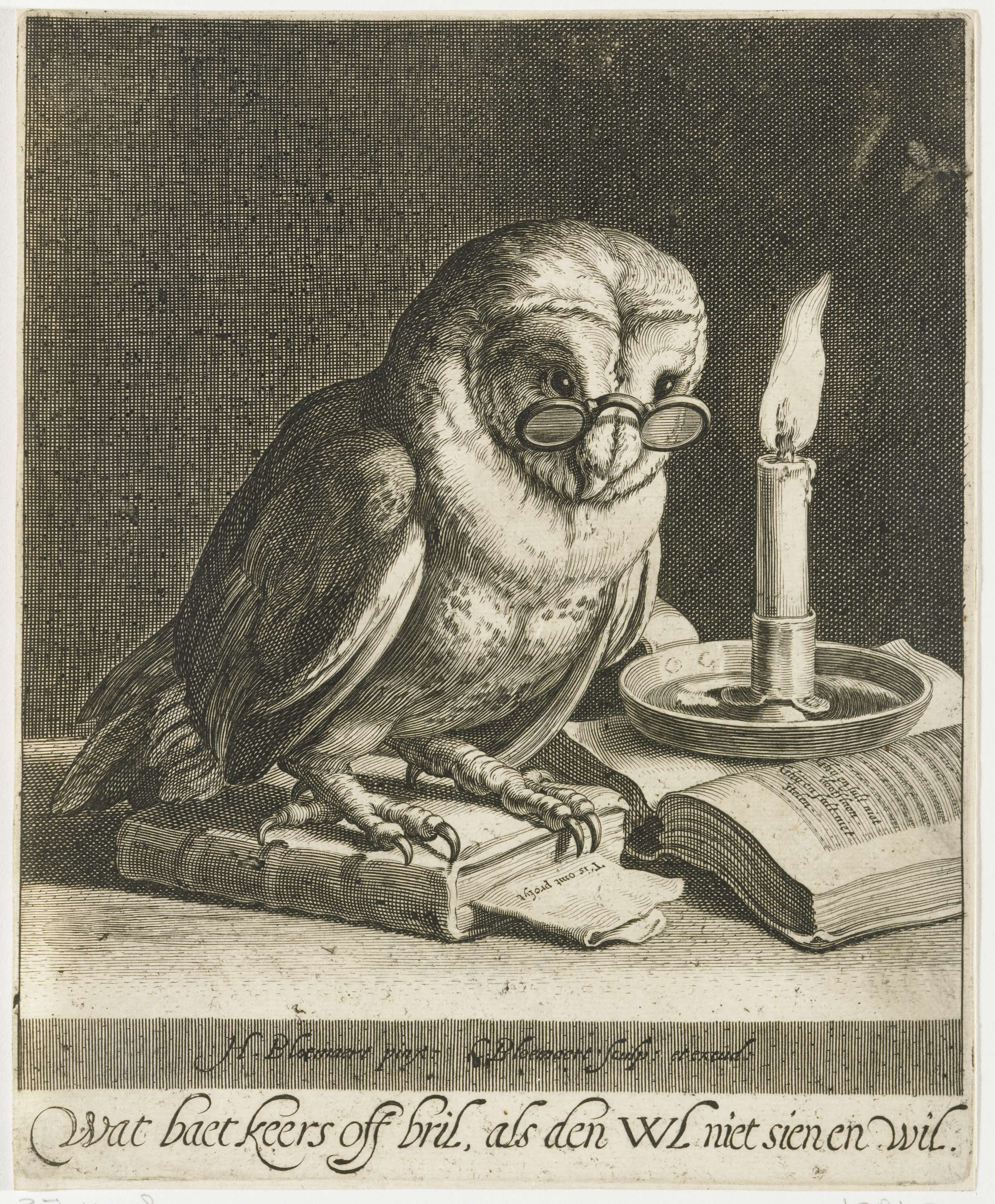
Что толку в очках, если сова отказывается смотреть. Офорт, резец